# Кансай-Мару № 1
Кансай-Мару № 1 — транспортне судно, яке під час Другої світової війни брало участь у операціях японських збройних сил на Тихому океані.
Малі вантажні судна («морські вантажівки», sea truck), до яких належало «Кансай-Мару № 1», активно використовувались японським командуванням для каботажних перевезень до баз, що були наближені до лінії фронту (невеликі розміри та незначна вантажоємність таких суден зменшували ймовірність того, що їх рух приверне увагу ворожих сил).
22 квітня 1944-го американські війська розпочали операцію заволодіння портом Холландія на північному узбережжі Нової Гвінеї (наразі Джаяпура). При цьому 21 квітня «Кансай-Мару № 1», яке перебувало в районі Сармі (за дві сотні кілометрів на захід від Холландії), було виявлене та потоплене унаслідок бомбардування.